# Носоріг яванський
Яванський носоріг (Rhinoceros sondaicus) — однорогий носоріг з роду носорогів (Rhinoceros) родини носорогових. Один з двох видів роду. Це дуже рідкісна тварина, стан його популяції на сьогоднішній день знаходиться «у критичній загрозі». Вид розповсюджений лише у національному парку Уджунг-Кулон в Індонезії. Його популяція становить 40—60 особин.
Спроби утримувати яванського носорога у неволі не дали успіхів: за станом на 2008 рік жодна тварина не жила у зоопарку.

## Опис
Яванський носоріг має довжину тулуба 3,1—3,2, висоту 1,4—1,7 м, досягає ваги від 900 до 2300 кг. У цього виду носорогів один ріг. У самців він сягає 25 см, у самиць 14 см. Передня складка шкіри піднімається наверху на відміну від інших видів носорогів. Вперше яванського носорога побачив голландський мандрівник Петрус Кампер у 1787 році на острові Ява. З цього й походить його назва.

## Розповсюдження
Раніше яванський носоріг мешкав у південній та південно-східній Азії. У М'янмі він зник у 1920-х роках, на півострові Малакка та на острові Суматра. Сьогодні він залишився лише в національному парку Уджунг-Кулан на острові Ява. Тут залишилося близько 40 тварин. У національному парку Каттьєн у В'єтнамі визнаний вимерлим 25 жовтня 2011 року.

## Спосіб життя
Цей вид носорогів полюбляє трав'янисті та чагарникові зарості, а також галявини тропічного лісу. Тривалий час любить лежати на мілководді або у болоті. Веде спосіб життя одинака. Спілкується з іншими носорогами свого виду тільки під час спарювання. Статева зрілість у самців наступає у 6 років, а самок у 4 роки. Вагітність триває 16—17 місяців. Народжується 1 дитинча. Перерва між родами становить 5 років. Самка годує своє дитинча до 2 років.
Харчується яванський носоріг рослинною їжею, переважно листям молодих дерев.
Живуть яванські носороги до 45 років.